# Sant Esteve d’en Bas (Kirche)

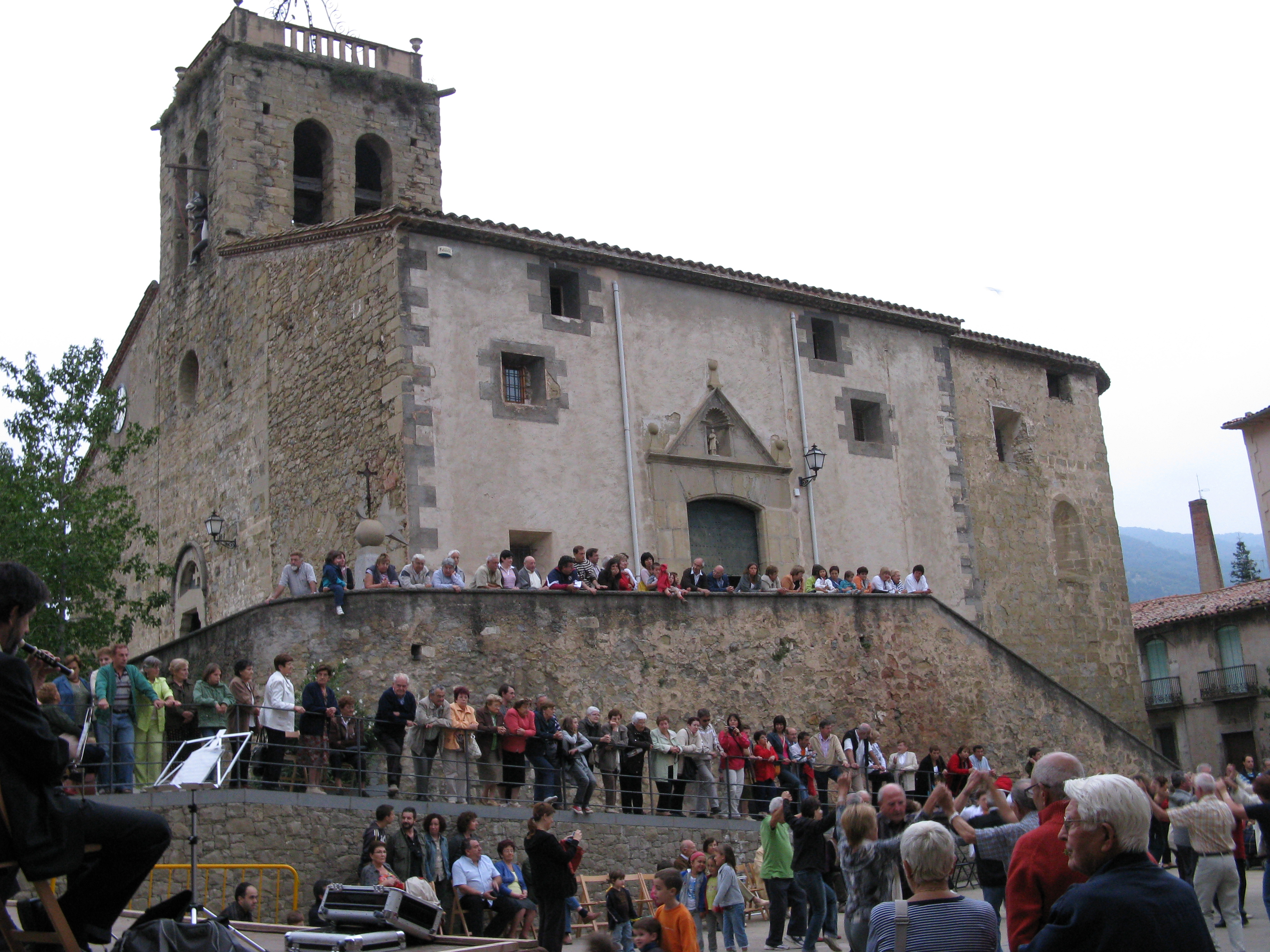
Die romanische Kirche Sant Esteve d’en Bas in La Vall d’en Bas während eines Sardanafestes auf dem Kirchplatz

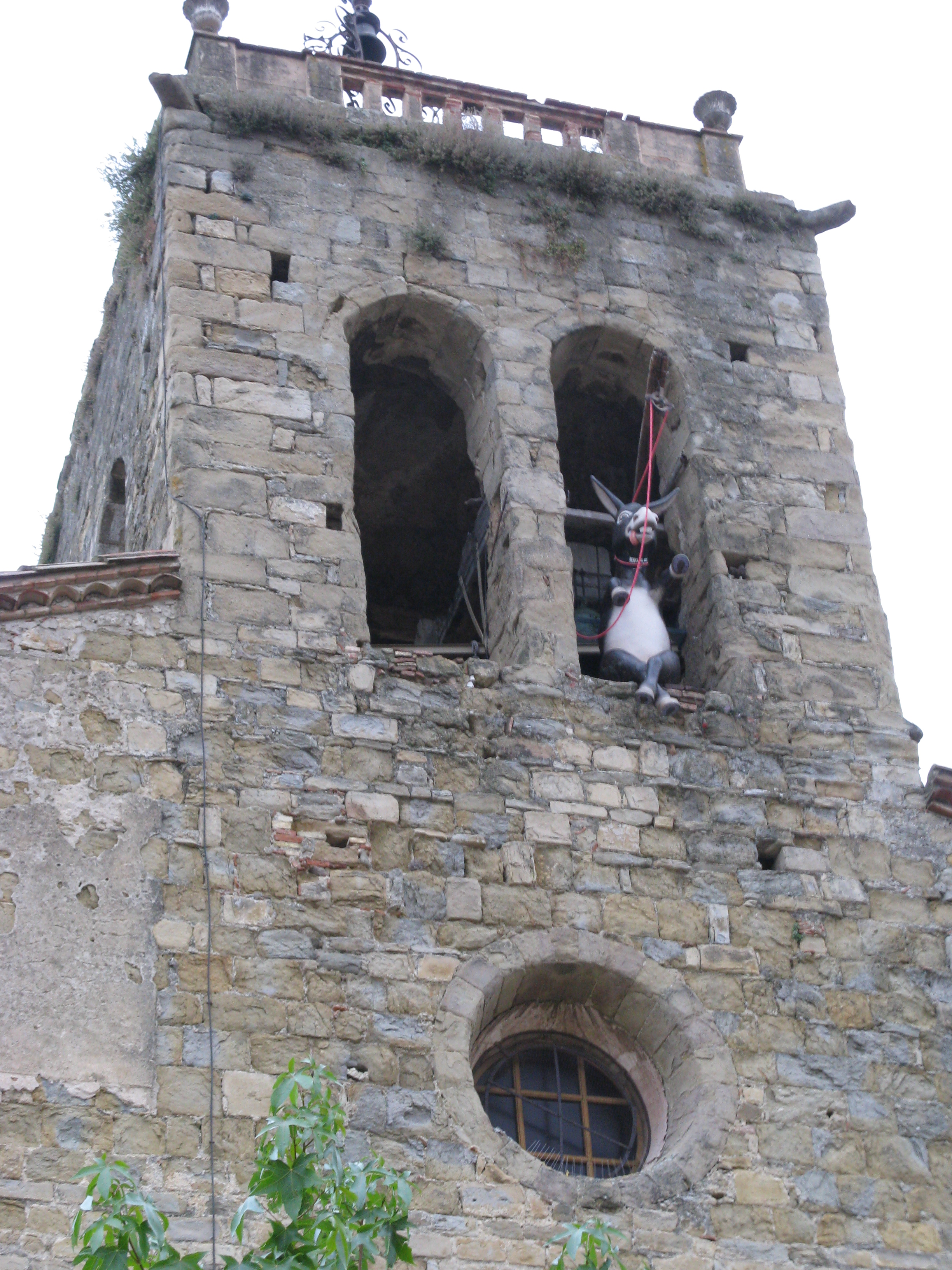
Der Glockenturm der romanischen Kirche Sant Esteve d’en Bas in La Vall d’en Bas mit dem dort während des Dorffestes platzierten Esel

Sant Esteve d’en Bas ist eine ursprünglich einschiffige romanische Kirche des 12. Jahrhunderts und die Hauptkirche im gleichnamigen Hauptort der Gesamtgemeinde La Vall d’en Bas nahe der Stadt Olot in der katalanischen Provinz Girona in Spanien. Der Baubeginn dieser Kirche unter dem Namen „Sancti Stephani e occulo“ datiert auf das Jahr 1119. Ein Vorgängerbau wird unter dem Namen „Sancti Stephani in valle que dicunt Basso“ im Jahr 894 ersterwähnt. Im 15. Jahrhundert wurde die Kirche auf „San Esteve de Sallul“ umbenannt. Die verwendeten Toponyme beziehen sich alle auf die hydrografischen Charakteristiken dieser Zone. Die Erdbeben von Olot im 15. Jahrhundert haben schwere Schäden an der Kirche verursacht, die zu entsprechenden Umbauten und Restaurierungen geführt haben.

## Das Gebäude
Die Kirche wurde ursprünglich auf einem kreuzförmigen Grundriss mit drei Apsiden als einschiffige Basilika errichtet. Die zentrale Apsis ist polygonal ausgeführt. Die Außenfassade dieser Zentralapsis ist durch blinde, bogenförmige Zwillingsfenster gegliedert und verziert. Die Erdbeben von Olot im ersten Drittel des 15. Jahrhunderts haben die Kirche im Süd- und im Westteil stark beschädigt. Dabei wurde auch der Glockenturm stark in Mitleidenschaft gezogen. Das romanische Dachgewölbe hat sich bei dem Erdbeben gesenkt. Die Kirche wurde im 15. Jahrhundert in zwei Etappen gesichert und restauriert. 1432 wurde eine verstärkte Südmauer mit einem Eingangsportal in Form von drei ineinander abgestuften Bögen errichtet. Die Bögen stützen sich auf Säulen mit Kapitellen. Das Portal war mit einem Tympanon verziert. Dieses Tympanon verschwand im 18. Jahrhundert infolge der Erweiterung der Kirche um ein Süd- und ein Nordschiff. Im Jahr 1442 wurde die zweite Phase des Wiederaufbaus der Kirche in Angriff genommen. Das zentrale Schiff – ausgehend von dem Grundrisskreuz – sowie die Westmauern und der Glockenturm wurden baulich wieder hergestellt. Der Glockenturm weist auf jeder der vier Seiten zwei Fensteröffnungen auf und endet in einer Balustrade, die auf die späteren Umbauten hinweist. Die aktuelle Eingangstür im Westen und die Tür im Süden wurden später in den Bau eingefügt.

## Der Innenraum
Die zentrale Apsis ist durch Säulen mit Kapitellen in fünf Raumkörper geteilt. Die Kapitelle sind mit szenischen Figuren verziert. Die Apsis wurde im Jahr 1947 restauriert, weil der barocke Altar in den ikonoklastischen Wirren des Spanischen Bürgerkrieges 1936 abhandengekommen ist. Die Kapellen an den Seiten des Baukreuzes mit ihren Altären waren ursprünglich dem Heiligen Johannes und Maria geweiht. An den Kapitellen der Südseite findet sich eine Muttergottes auf dem Thron. Auf der Wand im Obergeschoss befindet sich eine kunsthistorisch hochinteressante Steinplastik mit einem thronenden Christus. Dieser wird gerahmt von dem Heiligen Johannes und einer Muttergottes. Diese Figurengruppe datiert auf eine Zeit vor dem 12. Jahrhundert. 1980 wurde der Innenraum der Kirche grundlegend renoviert. Dabei wurde dem Raum mit seinen drei Apsiden, den Seitenkapellen und dem Schiff mit seinen Säulen und Bögen seine einfache innere Schönheit wiedergegeben.